# Stéphane Exartier
Stéphane Exartier (Chambéry, 12 marzo 1969) è un ex sciatore alpino francese naturalizzato polacco.

## Biografia
Specialista delle prove tecniche originario di San Giovanni di Moriana, ottenne il primo piazzamento in Coppa del Mondo il 23 novembre 1991 a Park City in slalom gigante (10º) e tale risultato sarebbe rimasto il migliore di Exartier nel massimo circuito internazionale; ai successivi XVI Giochi olimpici invernali di Albertville 1992, sua unica partecipazione olimpica, si classificò 13º nello slalom gigante e 30º nello slalom speciale. Conquistò l'ultimo podio in Coppa Europa il 1º settembre 1994 a Sankt Moritz in supergigante (2º); in seguito prese parte a due edizioni dei Campionati mondiali, Sierra Nevada 1996 (58º nella discesa libera, 39º nel supergigante, 19º nello slalom gigante, non completò lo slalom speciale) e Sestriere 1997 (36º nel supergigante, 24º nello slalom speciale, non completò lo slalom gigante). Prese per l'ultima volta il via in Coppa del Mondo il 13 gennaio 1998 ad Adelboden in slalom gigante, senza completare la prova, e si ritirò al termine della stagione 1998-1999: la sua ultima gara fu uno slalom gigante FIS disputato l'8 aprile a Flaine.

## Palmarès

### Coppa del Mondo
- Miglior piazzamento in classifica generale: 62º nel 1992

### Coppa Europa
- 1 podio (dati dalla stagione 1994-1995):
  - 1 secondo posto

### Campionati polacchi
- 2 medaglie (dati dalla stagione 1994-1995):
  - 2 ori (slalom speciale nel 1996; slalom speciale nel 1997)